# Liste der österreichischen Landwirtschaftsminister
Diese Liste führt die für Landwirtschaft und Forstwirtschaft zuständigen Bundesminister Österreichs auf.
In der Habsburgermonarchie als Ackerbauminister für Cisleithanien, gibt es Portefeuille als Land- und Forstwirtschaft seit 1919. 1918 war es als Landwirtschaft-Staatssekreteriat eingerichtet worden, mit der Übernahme des Habsburgererbes und der Einrichtung der Bundesforste 1923, diese umfangreichen Gründe zu verwalten, wurde die Forstwirtschaft aber gleichrangig verankert, und ist es bis heute.

## Erste Republik (1918 bis 1938)
| Name                      | Partei  | Amtsantritt   | Amtsende      | Kabinett                            | Zuständigkeit |
| ------------------------- | ------- | ------------- | ------------- | ----------------------------------- | --- |
| Josef Stöckler            | CS      | 30. Okt. 1918 | 7. Juli 1920  | Renner I, II, III                   | Staatssekretär für Landwirtschaft (bis 15. März 1919) Staatssekretär für Land- und Forstwirtschaft (ab 15. März 1919)                                          |
| Alois Haueis              | CS      | 7. Juli 1920  | 21. Juni 1921 | Mayr I, Mayr II                     | Staatssekretär für Land- und Forstwirtschaft (bis 20. November 1920) Bundesminister für Land- und Forstwirtschaft (ab 20. November 1920)                       |
| Leopold Hennet            | Beamter | 21. Juni 1921 | 31. Mai 1922  | Schober I, Schober II               | Bundesminister für Land- und Forstwirtschaft |
| Rudolf Buchinger          | CS      | 31. Mai 1922  | 15. Jan. 1926 | Seipel I, II, III, Ramek I          | Bundesminister für Land- und Forstwirtschaft |
| Andreas Thaler            | CS      | 15. Jan. 1926 | 4. Mai 1929   | Ramek II, Seipel IV, V              | Bundesminister für Land- und Forstwirtschaft |
| Florian Födermayr         | CS      | 4. Mai 1929   | 30. Sep. 1930 | Streeruwitz, Schober III            | Bundesminister für Land- und Forstwirtschaft |
| Andreas Thaler            | CS      | 30. Sep. 1930 | 18. März 1931 | Vaugoin, Ender                      | Bundesminister für Land- und Forstwirtschaft |
| Engelbert Dollfuß         | CS/VF   | 18. März 1931 | 25. Juli 1934 | Ender, Buresch I, II, Dollfuß I, II | Bundesminister für Land- und Forstwirtschaft (bis 20. Mai 1932) Betraut mit der Leitung des Bundesministeriums für Land- und Forstwirtschaft (ab 20. Mai 1932) |
| Ernst Rüdiger Starhemberg | VF      | 26. Juli 1934 | 29. Juli 1934 | Dollfuß II / Schuschnigg I          | Betraut mit der Leitung des Bundesministeriums für Land- und Forstwirtschaft                                                                                   |
| Josef Reither             | VF      | 29. Juli 1934 | 17. Okt. 1935 | Schuschnigg I                       | Bundesminister für Land- und Forstwirtschaft |
| Ludwig Strobl             | VF      | 17. Okt. 1935 | 14. Mai 1936  | Schuschnigg I                       | Bundesminister für Land- und Forstwirtschaft |
| Kurt Schuschnigg          | VF      | 14. Mai 1936  | 15. Mai 1936  | Schuschnigg II                      | Betraut mit der Leitung des Bundesministeriums für Land- und Forstwirtschaft                                                                                   |
| Peter Mandorfer           | VF      | 15. Mai 1936  | 11. März 1938 | Schuschnigg II, III, IV             | Bundesminister für Land- und Forstwirtschaft |
| Anton Reinthaller         | NS      | 11. März 1938 | 13. März 1938 |                                     | Bundesminister für Land- und Forstwirtschaft |

## Zweite Republik (seit 1945)
| Name                 | Partei | Amtsantritt   | Amtsende      | Kabinett                                     | Zuständigkeit |
| -------------------- | ------ | ------------- | ------------- | -------------------------------------------- | --- |
| Rudolf Buchinger     | ÖVP    | 27. Apr. 1945 | 26. Sep. 1945 | Renner                                       | Staatssekretär für Land- und Forstwirtschaft (zweite Amtszeit) |
| Josef Kraus          | ÖVP    | 26. Sep. 1945 | 23. Jan. 1952 | Renner, Figl I, Figl II                      | Staatssekretär für Land- und Forstwirtschaft (bis 20. Dezember 1945) Bundesminister für Land- und Forstwirtschaft (ab 20. Dezember 1945) |
| Franz Thoma          | ÖVP    | 23. Jan. 1952 | 16. Juli 1959 | Figl II, Figl III, Raab I, Raab II           | Bundesminister für Land- und Forstwirtschaft |
| Eduard Hartmann      | ÖVP    | 16. Juli 1959 | 2. Apr. 1964  | Raab III, Raab IV, Gorbach I, Gorbach II     | Bundesminister für Land- und Forstwirtschaft |
| Karl Schleinzer      | ÖVP    | 2. Apr. 1964  | 21. Apr. 1970 | Klaus I, Klaus II                            | Bundesminister für Land- und Forstwirtschaft |
| Johann Öllinger      | Unabh. | 21. Apr. 1970 | 22. Mai 1970  | Kreisky I                                    | Bundesminister für Land- und Forstwirtschaft |
| Oskar Weihs          | SPÖ    | 22. Mai 1970  | 30. Sep. 1976 | Kreisky I, Kreisky II, Kreisky III           | Bundesminister für Land- und Forstwirtschaft |
| Günter Haiden        | SPÖ    | 1. Okt. 1976  | 16. Juni 1986 | Kreisky III, Kreisky IV, Sinowatz            | Bundesminister für Land- und Forstwirtschaft |
| Erich Schmidt        | SPÖ    | 16. Juni 1986 | 21. Jan. 1987 | Vranitzky I                                  | Bundesminister für Land- und Forstwirtschaft |
| Josef Riegler        | ÖVP    | 21. Jan. 1987 | 24. Apr. 1989 | Vranitzky II                                 | Bundesminister für Land- und Forstwirtschaft |
| Franz Fischler       | ÖVP    | 24. Apr. 1989 | 17. Nov. 1994 | Vranitzky II, Vranitzky III                  | Bundesminister für Land- und Forstwirtschaft |
| Jürgen Weiss         | ÖVP    | 17. Nov. 1994 | 29. Nov. 1994 | Vranitzky III                                | Betraut mit der Fortführung der Verwaltung des Bundesministeriums für Land- und Forstwirtschaft |
| Wilhelm Molterer     | ÖVP    | 29. Nov. 1994 | 28. Feb. 2003 | Vranitzky IV, Vranitzky V, Klima, Schüssel I | Bundesminister für Land- und Forstwirtschaft (bis 31. März 2000) Bundesminister für Land- und Forstwirtschaft, Umwelt und Wasserwirtschaft (ab 1. April 2000) |
| Josef Pröll          | ÖVP    | 28. Feb. 2003 | 2. Dez. 2008  | Schüssel II, Gusenbauer                      | Bundesminister für Land- und Forstwirtschaft, Umwelt und Wasserwirtschaft |
| Nikolaus Berlakovich | ÖVP    | 2. Dez. 2008  | 16. Dez. 2013 | Faymann I                                    | Bundesminister für Land- und Forstwirtschaft, Umwelt und Wasserwirtschaft |
| Andrä Rupprechter    | ÖVP    | 16. Dez. 2013 | 18. Dez. 2017 | Faymann II, Kern                             | Bundesminister für Land- und Forstwirtschaft, Umwelt und Wasserwirtschaft |
| Elisabeth Köstinger  | ÖVP    | 18. Dez. 2017 | 3. Juni 2019  | Kurz I, Löger                                | Bundesministerin für Land- und Forstwirtschaft, Umwelt und Wasserwirtschaft (bis 7. Januar 2018) Bundesministerin für Nachhaltigkeit und Tourismus (ab 8. Januar 2018) |
| Maria Patek          | Unabh. | 3. Juni 2019  | 7. Jan. 2020  | Bierlein                                     | Bundesministerin für Nachhaltigkeit und Tourismus |
| Elisabeth Köstinger  | ÖVP    | 7. Jan. 2020  | 18. Mai 2022  | Kurz II, Schallenberg, Nehammer              | Bundesministerin für Nachhaltigkeit und Tourismus (bis 28. Januar 2020) Bundesministerin für Landwirtschaft, Regionen und Tourismus (ab 29. Januar 2020) |
| Norbert Totschnig    | ÖVP    | 18. Mai 2022  |               | Nehammer, Schallenberg, Stocker              | Bundesminister für Landwirtschaft, Regionen und Tourismus (bis 17. Juli 2022) Bundesminister für Land- und Forstwirtschaft, Regionen und Wasserwirtschaft (ab 18. Juli 2022 bis 31. März 2025) Bundesminister für Land- und Forstwirtschaft, Klima- und Umweltschutz, Regionen und Wasserwirtschaft (ab 1. April 2025) |

| ÖVP | Österreichische Volkspartei            |
| SPÖ | Sozialdemokratische Partei Österreichs |